# Philo Farnsworth

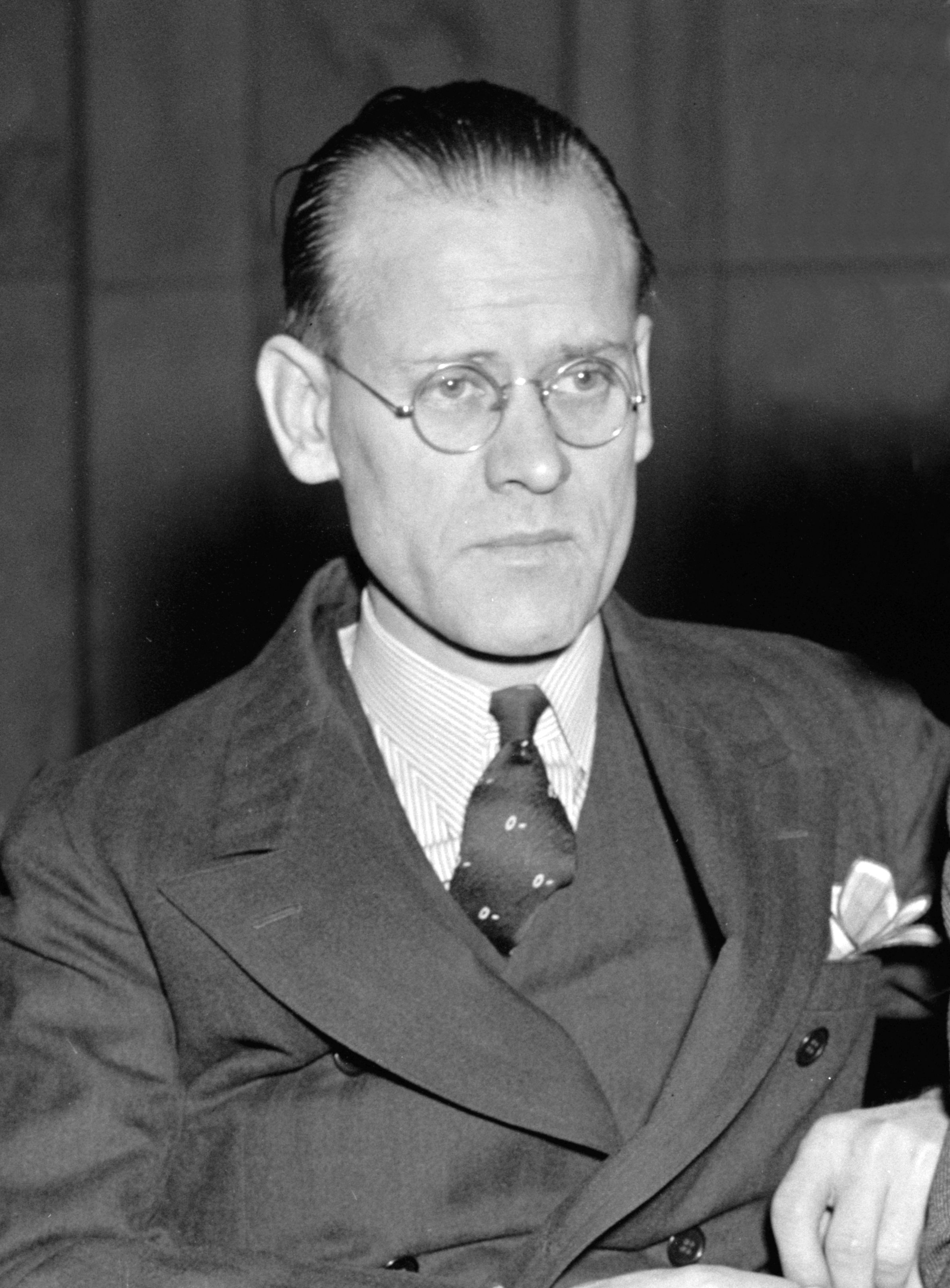
Philo T. Farnsworth (1939)

Philo Taylor Farnsworth (Beaver (Utah), 19 augustus 1906 – Salt Lake City, 11 maart 1971) was een Amerikaans uitvinder en televisiepionier. Zijn belangrijkste uitvinding betrof evenwel de image dissector (televisiebeeldontleder). In zijn latere leven vond hij ook een klein kernfusietoestel uit, bekend als de fusor.

## Biografie
Farnsworth werd geboren in een door zijn grootvader gebouwde blokhut in Indian Springs, Beaver County, in een mormoons gezin. Hij was de zoon van landbouwer Lewis Edwin Farnsworth (1865-1924) en zijn tweede vrouw Serena Amanda Bastine (1880-1960). Lewis' eerste vrouw was twee jaar daarvoor overleden met achterlating van vier kinderen. Later zou zijn tweede vrouw nog vijf kinderen krijgen. Na een aantal verhuizingen besloot het gezin in de lente van 1919 neer te strijken op een boerderij nabij Rigby (Idaho). Ondanks de eenvoudige afkomst was het nieuwe huis van de Farnsworths een van de weinige huizen in Utah dat voorzien was van elektriciteit, iets dat een grote indruk maakte op de toen 12-jarige Philo.

### Jonge jaren
Als tiener automatiseerde hij een handmatig aangedreven wasmachine door er een zelf gefabriceerde elektromotor aan te hangen. Daarnaast vond hij op de zolder van zijn nieuwe huis een grote stapel wetenschap- en techniektijdschriften. Zo raakte hij gefascineerd door de foto-elektrische cel en de kathodestraalbuis. Op 15-jarige leeftijd bouwde hij een systeem om beelden te verzenden over afstanden (ofwel televisie) door de twee systemen te combineren.
Op de Rigby High School excelleerde Farnsworth in natuur- en scheikunde. In februari 1922 toonde hij een schets van zijn "televisie" aan zijn middelbareschoolleraar, Justin Tolman, wat jaren later een belangrijk bewijs verschafte in de patentrechtszaken tussen hem en de Radio Corporation of America (RCA). Na korte tijd gediend te hebben in de marine keerde hij terug naar Idaho.
Om zichzelf te onderhouden begon hij in Salt Lake City in 1926 een radioherstelzaak samen met zijn beste vriend Clifford Gardner. Zijn kleine zaak maakte het mogelijk dat hij cursussen kon volgen aan de Brigham Young-universiteit en de universiteit van Utah. Op 27 mei 1926 trad hij in het huwelijk met Elma "Pem" Gardner (1908-2006), de zuster van zijn zakenpartner. Samen kregen ze vier zonen, Philo T. Jr., Russel, Kent en Kenneth.

### Televisietijdperk
In zijn poging om een volledig elektronisch televisiesysteem te ontwikkelen verkreeg Farnsworth in 1926 de financiële middelen van twee investeerders, George Everson en Leslie Gorrell, die hij bij toeval had ontmoet en die wel wat zagen in de ideeën van deze jonge uitvinder. In januari 1927 diende hij zijn eerste octrooi in voor zijn televisiezend- en ontvangstsysteem (toegekend in 1930).
Met deze en andere nieuwigheden kon hij op 7 september 1927 de eerste televisiebeelden uitzenden. Een jaar later, op 2 september 1928, presenteerde hij 's werelds eerste publieke demonstratie in het Crocker Research Laboratorium in San Francisco. Nog een jaar later kon hij met zijn televisie de eerste beelden versturen van mensen, waaronder een 3½ inch grote afbeelding van zijn vrouw Pem – met gesloten ogen vanwege de felle lampen die benodigd waren.

### Patentrechtszaken
In 1930 kreeg Farnsworth bezoek van Vladimir Zworykin van RCA, die net als hij bezig was om een volledig elektronisch televisiesysteem te ontwikkelen op basis van de kathodestraalbuis. Zworykin was zo onder de indruk van de prestaties van de beeldontleder dat hij zijn technici de opdracht gaf er een na te maken. Al snel zag hij echter dat de beeldontleder onpraktisch in gebruik was omdat deze enorm meer licht nodig had dan zijn iconoscoop.
Desondanks bood David Sarnoff, directeur van RCA, in 1931 Farnsworth 100.000 dollar voor de patentrechten en deed hem tevens het aanbod om voor RCA te komen werken. Farnsworth weigerde omdat hij zijn uitvinding zelf te gelde wilde maken. In juni 1931 trad hij toe tot de Philco Corporation en verhuisde hij zijn laboratorium naar Philadelphia – samen met zijn vrouw en kinderen.
Vervolgens klaagde RCA hem aan, verwijzend naar Zworykins patent uit 1923. De daarop volgende rechtszaken, die RCA met veel geld en inzet voerde, zouden vele jaren duren. In maart 1932 overleed zijn zoontje Kenny. Farnsworth werd echter door Philco zo onder druk gezet dat hij zijn vrouw alleen naar Utah liet afreizen voor de begrafenis – een gebeurtenis die een grote druk zette op zijn huwelijk en het begin markeerde van zijn strijd met depressies. In 1934 verliet hij Philco om alleen verder te gaan.
Uiteindelijk won Farnsworth de rechtszaken en werd RCA in 1939 gedwongen tot het betalen van 1 miljoen dollar wegens diverse patentinbreuken. Ondanks deze winst en de vele successen die hij boekte met zijn beeldontleder, werd hij op commercieel vlak overtroefd door RCA en verdween hij geruisloos naar de achtergrond.

### Latere jaren
In 1951 werd de Farnsworth Television and Radio Corporation overgenomen door de International Telephone and Telegraph (ITT). Gedurende die tijd werkte Farnsworth in Fort Wayne aan een aantal doorslaggevende ontwerpen, waaronder detectieapparatuur van onderzeeboten, radarcalibratietoestellen en een infrarood telescoop. Zijn belangrijkste bijdrage was de PPI-projector, de voorloper van een luchtverkeersleidingssysteem, waarmee vliegtuigen veilig vanaf de grond begeleid konden worden.
Naast zijn elektronisch onderzoek wist Farnsworth ook de nodige gelden te verkrijgen om onderzoek te doen naar kernfusie. Veel succes had hij hiermee echter niet en het project werd vanwege de hoge kosten na een aantal jaar vroegtijdig beëindigd. Gedesillusioneerd ging hij hierna met pensioen.
Met behulp van overheidssubsidie mocht hij echter zijn onderzoek voortzetten bij de Brigham Young-universiteit. Dit was van tijdelijke duur. Omdat de subsidie niet werd verlengd, stopte het onderzoek. Niet lang daarna raakte Farnsworth, die al lange tijd met een zwakke gezondheid kampte, ernstig ziek waarna hij in 1971 op 64-jarige leeftijd thuis in Holladay overleed aan een longontsteking.

## Trivia
- Hoewel hij de man was achter haar techniek verscheen Farnsworth slechts eenmaal in een televisieprogramma. Op 3 juli 1957 was hij de mystery-guest ("Doctor X") in de tv-quiz I've Got A Secret. Hierin beantwoordde hij vragen van een panel dat – zonder succes – moest raden wat zijn geheim was (ik heb elektronische televisie uitgevonden). Voor het niet raden ontving hij $80 en een slof Winston sigaretten.[4]
- Het personage Hubert J. Farnsworth uit de animatieserie Futurama is op hem gebaseerd. Deze professor komt zowel over als een technisch genie als een gekke geleerde die een passie heeft voor het maken van vernietigingswapens en atomische supermensen.
- In de Syfy-serie Warehouse 13 wordt een apparaat gebruikt dat liefkozend de Farnsworth wordt genoemd.